# Mihanovićev Dol
 Mihanovićev Dol  falu Horvátországban Krapina-Zagorje megyében. Közigazgatásilag Klanjechez tartozik.

## Fekvése
Zágrábtól 34 km-re északnyugatra, községközpontjától 1 km-re nyugatra a Horvát Zagorje területén, a Szutla völgyében a megye délnyugati részén a szlovén határ mellett fekszik.

## Története
A falu nevét a határában fekvő Zelenjak-szoros legszebb, középső részéről kapta, mely a hagyomány szerint a horvát nemzeti himnusz ihletője volt. A hagyomány szerint Antun Mihanović a szoros láttán írta meg azt a költeményét, mely a himnusz szövege lett. Az  I. világháború után a költőnek 10 méter magas emlékobeliszket emeltek melyet R. Ivanković készített.
A falunak 1857-ben 144, 1910-ben 123 lakosa volt. Trianonig Varasd vármegye Klanjeci járásához tartozott.  2001-ben 343 lakosa volt. 

## Nevezetességei
- Határában a falutól északnyugatra található a festői Zelenjak-szoros a Szutla-folyó szorosa a szlovéniai Kunšperk és a Cesargradi-hegy között.
- Antun Mihanović és a horvát himnusz emlékobeliszkje a Zelenjak-szoros közepén.

## Külső hivatkozások
- Klanjec város hivatalos oldala
- Klanjec város információs portálja
- Klanjec község ismertetője Archiválva 2021. január 23-i dátummal a Wayback Machine-ben